# Феофил (император)
Феофи́л (ок. 813 — 20 января 842) — второй византийский император (829—842) из Аморейской династии. Император поддерживал иконоборчество.  Феофил лично руководил армиями в своей долгой войне против арабов, начавшейся в 831 году.

## Биография

### Правление
Феофил был сыном императора Михаила II и его первой супруги Фёклы; его крёстным отцом был император Лев Армянин. С 821 года Феофил был соправителем отца, а после его смерти в 829 году стал единоличным императором. Он вступил на престол при достаточно благоприятных условиях. Империи ничто не угрожало, кроме арабских пиратов; население сравнительно благоденствовало, казна была богата. Хотя и не смолкли иконоборческие споры, но в правление Михаила II преследования за почитание икон прекратились.
Феофил получил качественное образование под руководством учёного Иоанна Грамматика, известного иконоборца, возведённого при Феофиле на патриарший престол. Феофил понимал и ценил искусства и науки. Он также любил церковное пение, сам писал стихиры (по преданию, его перу принадлежит стихира на праздник Входа Господня в Иерусалим «Изыдите языцы, изыдите и людие…») и по праздникам управлял хором в Святой Софии.
Он обладал многими волевыми качествами и сильным, но вспыльчивым характером; любовь к справедливости доводила его до довольно крутых мер.

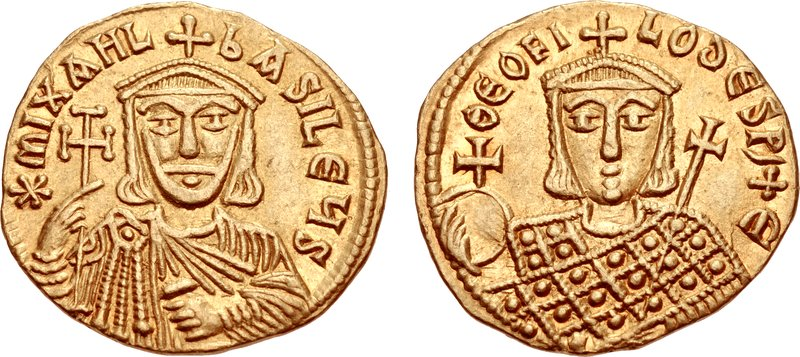
Феофил (справа) на монете вместе с отцом, Михаилом, (слева) основателем Аморейской династии.

Его жизнь, блестящая и интересная, окружённая народными легендами, не всегда была счастливой из-за частых поражений в войнах с арабами. Первым его шагом в начале единоличного правления было требование у сената казни главных убийц иконоборческого императора Льва Армянина, погибшего в 820 году, хотя те возвели на престол его отца и были им прощены. Феофил также удалил из дворца свою мачеху — вторую жену Михаила II Евфросинию, которую тот взял из монастыря. Возобновилась утихавшая иконоборческая распря, гонения и истязания; в 832 году вышел указ, которым запрещалось почитание икон. Несмотря на введённый в 833 году закон о выводе монастырей из города, они продолжали укреплять своё могущество.
Феофил был женат на Феодоре, которую выбрал в результате устроенных его мачехой Евфросинией весной 821 года смотрин. Сначала Феофил хотел выбрать в жёны Кассию, будущую известную песнописицу, но передумал в результате её дерзкого ответа на его реплику.
Воспитатель Феофила — патриарх Иоанн Грамматик — и его жена, Феодора, впоследствии восстановительница иконопочитания, смягчали жестокость Феофила в отдельных случаях. Из уважения к Феодоре, любившей мужа, память его не была предана проклятию на Константинопольском соборе 842 года и последовавшем за ним Торжестве православия (843 год). При всём том Феофил не воздвигал систематического гонения на иконы: они оставались в церквях, подвешенные высоко. Впрочем, согласно новейшим исследованиям, преследования при Феофиле были далеко не так жестоки, как это впоследствии представляли хронисты, и часто проходили под знамением гонения не столько за веру, сколько за политическую неблагонадежность. Наказывал Феофил не за догмат, но за ослушание его власти; обе церковные партии должны были жить в империи рядом, причем главенствовали иконоборцы.
Во внутреннем управлении Феофил был строг и самовластен; но о его указах мы знаем лишь из православных хроник. Он издал закон против злоупотреблений администрации, боролся с хищной бюрократией; разрешил браки между византийками и персами. Его нелицеприятная справедливость, доступность жалобщикам из народа запечатлена легендами и придаёт его правлению восточный отпечаток. Так, он приказал публично бичевать Петрону, брата императрицы Феодоры, за то, что при постройке дома он нарушил права соседки; он распорядился сжечь на площади богатый груз с корабля, принадлежавшего императрице, считая, что царям неприлично вести торговлю. Блеск и пышность господствовали при дворе Феофила; казна казалась неисчерпаемой.
Император любил переодеваться в обычную одежду, и в таком виде ходил по столице, узнавая о проблемах подданых.
Рядом с полезными сооружениями, как городские морские стены, как громадная богадельня, рядом с устройством государственной сигнализации (огнями на вершинах гор) от столицы до арабских пределов, Феофил удовлетворял своей страсти к роскоши и искусствам. Великолепные дворцовые постройки — фонтан Фиала, портики Мистерии и Сигма, так называемый Таинственный триконх, новый ипподром, загородный дворец Врия в арабском стиле, чертог для музыкальных органов во дворце — свидетельствуют о роскоши Феофила и в то же время о влиянии восточного искусства и вкусов, проводниками которых являлись патриарх Иоанн Грамматик и учёный Лев Математик.
Поддерживая отношения с западными императорами, Людовиком Благочестивым и Лотарем, и с кордовским эмиром Абд ар-Рахманом II, пользуясь перемирием с Болгарией, Феофил призвал Венецию против арабов, завоевавших Палермо, Тарент и Бари. На севере Чёрного моря он вступил в союз с хазарами и выстроил в устье Дона крепость Саркел, против печенегов. Однако хазары не захотевшие расширения влияния империи не позволили грекам построить христианский храм в городе. Феофил в ответ укрепил влияние в черноморье, ликвидировав в Крыму архонтат, сделав там новую фему. Большой помощью служили ему персидские выходцы, восставшие против арабского халифа и перебежавшие в Византию; их было несколько тысяч, и из них были сформированы особые отряды, которыми предводительствовал перс Феофоб, ставший при Феофиле знаменитым военачальником; Феофил выдал за него свою сестру Елену.
Во время своего вступления на престол Феофил был вынужден вести войны против арабов на два фронта. Сицилия снова подверглась вторжению арабов, которые после годичной осады в 831 году взяли Палермо, основали Сицилийский эмират и постепенно продолжили расширяться по всему острову. 
В 830 году аббасидский халиф аль-Мамун (годы правления 813–833) вторгся в Каппадокию в ответ на нападение Феофила на Мопсуэстию и Тарсос, захватив город Тиана. Он начал вторую кампанию в 831 году, а затем третью в 832 году, в ходе которой захватил главную пограничную крепость Лулу (римский Фаустинополь), но в 833 году не смог захватить Аморион. Очередное поражение в Каппадокии вынудило Феофила просить мира (единовременная дань в размере 100 000 золотых динаров и возвращение 7 000 пленных), которого он добился в 833 году от аль-Мутасима (годы правления 833–842), и тот покинул Тиану.
Арабский летописец Ибн аль-Асир следующим образом описывает обстоятельства последнего выступления Феофила против халифата:

В том же, 223 [838], году Теофил, сын Михаила, царь румов, выступил в страну мусульман и напал на жителей Зибатры и других городов. Нападение было вызвано тем, что Бабек, будучи стеснен Афшином и чувствуя близость своего конца, послал Теофилу, царю румов, письмо, в котором он сообщил ему, что «Му’тасим послал против него (Бабека) свои войска и всех воинов, даже своего портного, т. е. Джа’фара ибн-Динара ал-Хайята и своего повара, т. е. Итаха, так что при нем не осталось никого. Поэтому, если ты хочешь выступить против него, то не встретишь никого, кто бы мог тебе помешать». Бабек полагал, что, если царь румов выступит, то он несколько облегчит его трудное положение тем, что он, Му’тасим, вынужден будет послать войска воевать с румами.— Ибн аль-Асир. Тарих-аль-Камиль (Полный свод всеобщей истории), VI, 176.

Мутасим, справившись с другими врагами, жестоко отомстил Византии. Полководец Афшин разбил Феофила, едва спасшегося от плена; сам Мутасим осадил и разрушил в 838 году византийскую твердыню в Малой Азии Аморий, родину императора, перебив и забрав в плен множество христиан. Храбрые начальники Амория, во главе с патрикием Аэтием, после долголетнего плена были преданы смерти за верность христианству (42 аморийских мученика). Гибель родного города и поражение христиан сильно повлияли на Феофила; он заболел, и меньше чем за 4 года болезнь свела его в могилу. Согласно византийским источникам, умер император от «истечения желудка». Умирая, он, по преданию, примирился с православием, облобызав икону, которую поднесла ему Феодора, а также казнил возможного соперника его сыну — Феофоба.
С возникновением Волжского торгового пути и судоходства на Волге в 900-х годах Византия через путь Керченский пролив—Азовское море—Дон—Волгодонская переволока стала принимать участие в торговле. Для охраны этого пути император Феофил оказал инженерную помощь хазарам в строительстве крепости Саркел на донской стороне пути в период с 829 по 842 годы:

Их места расселения простираются вплоть до Саркела, крепости хазар, которой стоят триста таксеотов (наёмных воинов), сменяемых ежегодно. «Саркел» же означает у них «Белый дом»; он был построен спафарокандидатом (придворный византийский титул) Петроной, по прозванию Каматир, так как хазары просили василевса Феофила построить им эту крепость. Ибо известно, что хаган и пех Хазарии, отправив послов к этому василевсу Феофилу, просили воздвигнуть для них крепость Саркел. Василевс, склонясь к их просьбе, послал им ранее названного спафарокандидата Петрону с хеландиями (вид парусного судна)  из царских судов и хеландии катепана Пафлагонии. Итак, сей Петрона, достигнув Херсона, оставил хеландии в Херсоне; посадив людей на транспортные корабли, он отправился к месту на реке Танаис, в котором должен был строить крепость. Поскольку же на месте не было подходящих для строительства крепости камней, соорудив печи и обжёгши в них кирпич, он сделал из них здание крепости, изготовив известь из мелких речных ракушек— Император Константин Багрянородный. Трактат "Об управлении империей" Глава 41

## Семья
У Феофила с Феодорой было пять дочерей — Мария, Фёкла, Анна, Анастасия и Пульхерия — и два сына, Константин и Михаил.
Мария была замужем за Алексеем Муселе и умерла около 839 года, Константин умер в младенчестве, около 830—831 годов. Остальные дочери уже после смерти отца приняли монашество (по-видимому, Феофил завещал не выдавать их замуж до совершеннолетия Михаила, чтобы устранить опасность возможных заговоров, поскольку Михаил был ещё совсем мал, когда Феофил умер).